# Konrad I. von Wallhausen
Konrad I. von Wallhausen († 6. Januar 1258) war von 1240 bis 1258 Bischof von Meißen.
In der Bischofsreihe nach Machatschek ist die familiäre Herkunft des Bischofs Konrad I. von Wallhausen ungesichert, vorausgehende Autoren haben ihn ohne exaktere Begründung teilweise der Familie von Schönburg zugeschrieben. Die Erschließung des Todestages nimmt er über die Jahresangabe 1258 der Altzeller Chronik und den 6. Januar aus dem Chemnitzer Necrologium vor. Die Bestattung soll im Meißner Dom erfolgt sein, wenngleich der Standort unbekannt ist.